# エリック・エストラーダ
エリック・エストラーダ（Henry Enrique "Erik" Estrada、1949年3月16日 - ）は、アメリカの俳優。

## プロフィール

### 生い立ち
ニューヨークのプエルトリコ系アメリカ人の家に生まれる。アメリカ芸術アカデミー卒業後にテレビドラマを中心に活躍し、「エアポート'75」など数々の映画にも出演する。

### 白バイ野郎ジョン&パンチ
1977年にNBC系列で放映が開始されたテレビドラマ『白バイ野郎ジョン&パンチ』（原題：CHiPs）で主役の1人パンチ（フランシス・ルエリン・パンチョレロ - Francis "Frank" Llewellyn Poncherello）役を演じ、日本をはじめとする各国でもそのエキゾチックなルックスと明朗快活なキャラクターからアイドル的な人気を得る。
また、大人気シリーズとなった『白バイ野郎ジョン&パンチ』の復刻シリーズにも必ず出演しており、ジョン役のラリー・ウィルコックスが降板した続編の『白バイ野郎パンチ&ボビー』にも出演している。
2017年にリブートして映画化された『チップス 白バイ野郎ジョン&パンチ再起動!?』には救急隊員として出演している。

### その他
『白バイ野郎ジョン&パンチ』シリーズが1983年に終了した後も数々の映画に出演する。2005年にはエミネムのビデオクリップ「Just lose It」にパリス・ヒルトンらとともにカメオ出演して話題になった。

## 出演作
- 1972年：センチュリアン
- 1974年：エアポート'75
- 1976年：ミッドウェイ
- 1977年：大火災（英語版）
- 1984年：トニー・カーチスの発明狂時代（英語版）
- 1985年：ライト・ブラスト（英語版）　（別題：キラー・コップ/悪魔の熱線殺人）
- 1986年：大統領暗殺指令（英語版）
- 1986年：プリズン・エンジェル/女囚たちの夜
- 1989年：エイリアン・シード（英語版）
- 1989年：テロリストを撃て!（英語版）
- 1990年：スパイ・エンジェル グラマー美女軍団　Guns
- 1991年：ボディ・エンジェルス/パット・モリタVSプレイメイツ　Do or Die
- 1993年：ローデッド・ウェポン1 - ジョン&パンチと同じ役でカメオ出演
- 1996年：スカイ・パニック（英語版）
- 1999年：キングコブラ（英語版）
- 2010年 - 2012年：アドベンチャー・タイム:Worm king(イモムシキング)（声の出演）
- 2014年：プレーンズ2/ファイアー&レスキュー（声の出演）
- 2017年 : チップス 白バイ野郎ジョン&パンチ再起動!?
- 2019年 : フォトグラファーは名探偵（英語版）